# 忠庄街道
忠庄街道，是中华人民共和国贵州省遵义市红花岗区下辖的一个街道办事处。
2015年12月8日，贵州省人民政府批复同意撤销忠庄镇，设置忠庄街道。

## 行政区划
忠庄街道下辖以下地区：
立交桥社区、忠庄一居社区、忠庄二居社区、地质社区、桃溪社区、八一二社区、卡子社区、水泥厂社区、永和社区、忠庄村、幸福村、勤乐村和马坎村。